# United City FC
United City Football Club är en fotbollsklubb i Filippinerna baserad i New Clark City i Capas, Tarlac, som tävlar i Philippines Football League (PFL), den högsta fotbollsligan i Filippinerna. Från 2012 till 2020 var klubben känd som Ceres (grundad som Ceres–La Salle; döptes om till Ceres–Negros 2017) och var associerad med Ceres Liner, ett bussbolag som ägs av Leo Rey Yanson, klubben ägare och ordförande under den perioden. Som Ceres var dess hemmaarena Panaad Stadium i Bacolod, Negros Occidental.
Som Ceres–La Salle var deras första stora framgång i United Football League (UFL) att vinna UFL Division 2-titeln 2014, vilket gav dem uppflyttning till första divisionen. Sedan dess har de vunnit UFL FA League Cup (2014) och UFL Division 1-titeln (2015). Klubben vann även PFF National Club Championship för män två gånger (2012–13 och 2013–14). Som Ceres–Negros vann de PFL-titeln tre på varandra följande säsonger: 2017 till 2019, såväl som 2019 Copa Paulino Alcantara. 2019 genomförde de den inhemska dubbeln utan en enda förlust.
På grund av covid-19-pandemin, som påverkade Ceres Liners verksamhet, tvingades Yanson sälja klubben till det filippinska emiratiskt-filippinska sportmarknadsföringsföretaget MMC Sportz Asia. MMC behöll de flesta av klubbens spelare och döpte om den till United City F.C.